# Tomotaka Fukagawa
Tomotaka Fukagawa (深川 友貴 Fukagawa Tomotaka?), född 24 juli 1972 i Hokkaido prefektur, är en japansk före detta fotbollsspelare.
Fukagawa började sin karriär 1995 i Cerezo Osaka. 1998 flyttade han till Consadole Sapporo. Efter Consadole Sapporo spelade han för Mito HollyHock. Han avslutade karriären 2002.